# Goulot d'étranglement (informatique)
Pour l’article homonyme, voir Goulot d'étranglement.
Un goulot d'étranglement est un point d'un système limitant les performances globales, et pouvant avoir un effet sur les temps de traitement et de réponse.
Les goulots d'étranglement peuvent être matériels et/ou logiciels.
- Dans le premier cas, c'est le sous dimensionnement d'un élément de l'architecture physique qui a un effet sur le fonctionnement des autres éléments. L'élément limitant d'une architecture est toujours l'élément le plus faible. Par exemple, un goulot d'étranglement peut être créé par un routeur fonctionnant en 100 Mb/s dans un réseau Gigabit.
- Dans le deuxième cas, c'est le manque d'efficacité d'un module logiciel qui a un effet sur les performances globales du logiciel. Un goulot d'étranglement peut être créé par l'enregistrement non bufferisé (non-utilisation de l'écriture bufferisée) de résultats à l'intérieur d'une boucle de calcul. L'enregistrement étant une opération très lente, le processeur passe alors son temps à attendre que les résultats soient écrits au lieu d'effectuer les calculs.

L'effet de goulot d'étranglement d'un réseau informatique est formellement défini par la constante de Cheeger du réseau, en théorie spectrale des graphes.